# George Radanovich
George P. Radanovich (20. lipnja 1955.) je američki političar hrvatskog podrijetla iz katoličke obitelji.
Republikanski član američkog Kongresa od 1995. godine. 
Nakon što je 15 godina djelovao u predstavničkom domu američkog Kongresa, 29. prosinca 2009. je najavio da se neće kandidirati za reizbor u studenom 2010.
Po profesiji je bankar. 